# Bataille de Coatit
Pour les articles homonymes, voir Coatit (homonymie).
Première guerre italo-éthiopienne
Batailles
- Coatit
- Senafé
- Amba Alagi
- Meqelé
- Adoua

La bataille de Coatit est livrée les 13 janvier et 14 janvier 1895 pendant la première guerre italo-éthiopienne (1895-1896). Le général Oreste Baratieri remporte une victoire sur les troupes tigréennes du ras Mangasha.

## Prélude
En 1894, les relations entre les colons italiens et les Éthiopiens étaient devenues tendues. L'empereur  (négus) éthiopien Menelik II avait répudié le traité de Wouchalé et consolidait son pouvoir en prévoyant d'évincer les Italiens. D'anciens alliés italiens, les seigneurs de guerre tigréens Ras Mengesha Yohannes, Ras Alula, Bahta Hagos et Wolde Mikael se sont rendus à Addis-Abeba pour demander pardon au Négus pour leurs relations avec le gouverneur colonial, le général Oreste Baratieri. Ménélik leur a pardonné et a offert à Mengesha la couronne du Tigré en échange de sa loyauté et de son aide pour évincer les Italiens. En décembre 1894, Bahta Hagos mène une rébellion à Akkele Guzay, ce qui ouvre la voie à une guerre ouverte entre les Italiens et les Éthiopiens.
Baratieri mobilise ses forces en réponse à la rébellion de Hagos, soupçonnant immédiatement la complicité de Mengesha. L'armée coloniale italienne en Érythrée ne comptait que 3 883 hommes (66 officiers, 105 Italiens dans les rangs, le reste étant des indigènes). Il y avait trois bataillons (environ 1 100 hommes chacun) d'àskari, cinq compagnies chacun, une batterie de quatre canons de montagne, environ 400 irréguliers et 28 lanciers Askaris. Baratieri marcha sur la capitale tigrienne d'Adowa, mais ses lignes d'approvisionnement étant exposées, il l'abandonna après quatre jours. Son armée se replie sur le fort d'Adi Ugri, puis se déplace vers un point stratégique de la route d'invasion de Mengesha, à Coatit. L'armée de Ras Mengesha était estimée à environ 12 000 fusiliers et environ 7 000 hommes d'épée et de lance. Le 12 janvier 1895, des éclaireurs avaient repéré les forces de Mengesha campées à proximité. Les forces de Baratieri ont alors occupé Coatit et une attaque à l'aube a été ordonnée.

## Ordre de bataille
Le major Pietro Toselli et son 4e bataillon prennent la gauche, au centre se trouve le major Giuseppe Galliano et le 3e bataillon. Les chemins et les hauteurs sur la gauche étaient gardés par les irréguliers sous Sanguinetti et Mulazzani. Derrière Galliano, le major Hidalgo et le 2e bataillon étaient en réserve, et l'artillerie sous les ordres du capitaine Cicco di Cola était sur la droite avec Toselli. La 5e compagnie du bataillon d'Hidalgo occupait un précipice à l'arrière droit de l'armée afin de garder l'eau. En une heure et quart, tous les hommes étaient en position et l'avance générale commença aux premières lueurs de l'aube. L'armée pivote légèrement sur la droite, en s'appuyant sur l'artillerie. Les forces italiennes se déplacent vers l'est, guidées dans leur marche par le contour sombre d'une colline conique avec un tukul au sommet. Un peu après 6 heures du matin, les deux bataillons de tête avaient déployé une partie de leurs compagnies, et le reste était bien couvert.

### Ordre de bataille italien
- Corps d'opération - Général de corps d'armée Oreste Baratieri
  - IIe Bataillon indigène - Général de division Stefano Hidalgo
  - IIIe Bataillon d'Indigènes - Major Giuseppe Galliano
  - IVe Bataillon Indigène - Major Pietro Toselli
  - 3e compagnie de milice mobile
  - 1 peloton du 2e escadron de cavalerie érythréen "Cheren".
  - 1re Batterie d'artillerie de montagne indigène sur 7 BR Ret. Mont. - Major Federico Ciccodicola
  - Bande irrégulière "Okulè Kusai
  - Bande irrégulière "Seraè" [5].

## La bataille

### L'attaque italienne
Au lever du soleil, la batterie du capitaine di Cola ouvre le feu avec des éclats d'obus depuis une hauteur située à 1 900 mètres du camp ennemi. Baratieri et son état-major, avec la bannière de l'Italie, occupent la haute colline conique. Les irréguliers de l'aile, à la recherche d'un terrain élevé, se sont déplacés trop loin vers le centre de la ligne, laissant presque sans surveillance sur leur gauche la hauteur et le village d'Adu Auei. Le général Baratieri décrit son attaque surprise :
Une grande agitation est visible dans le camp hostile. Malgré la surprise soudaine, des groupes de guerriers de plus en plus nombreux sortent avec beaucoup de promptitude et d'élan, avançant à travers les sentiers sinueux et les petites gorges, les traversant avec une agilité merveilleuse, dissimulant leur nombre, se protégeant avec leurs obstacles. Ils ne nous offrent qu'une faible marque car ils disparaissent de temps en temps, et se rassemblent en plus grand nombre sous le couvert des défenses.
Le feu des fusils court le long de toute la ligne des 3e et 4e bataillons, qui restent bien sous le contrôle de leurs officiers malgré l'élan de l'attaque, comme le prouvent les fréquentes volées et les charges à la baïonnette des unités individuelles, sur ce terrain brisé, sillonné et couvert d'une épaisse couche.""
Alors que Baratieri observait la bataille qui faisait rage devant le camp de Mengesha, il remarqua un grand nuage de poussière se formant sur sa gauche. Bientôt, les irréguliers envoyèrent des rapports indiquant qu'ils subissaient une forte attaque.

### Contre-attaque
Après l'assaut initial italien, les Tigréens ont tenté de retourner le flanc gauche italien, et le bataillon de Galliano a reçu l'ordre de se tourner vers le nord. Il subit de lourdes pertes, car ses hommes prennent les Tigréens pour des irréguliers en retraite et il est presque encerclé. Les réserves italiennes sous les ordres de Hildago comblent cependant le vide et repoussent les Tigréens. Alors que les Italiens gagnent du terrain par des ruées et des charges à la baïonnette, l'artillerie est amenée à moins de 1 100 mètres du front. À ce stade de la bataille, le flanc gauche devient critique. Mengesha lui-même surveillait ses troupes qui tentaient de couper les Italiens des hauts plateaux et de la ville de Coatit. Baratieri ordonne à Toselli et Hildago de se retirer de leur incursion réussie sur la droite et de se diriger vers la ville. L'artillerie, puis Toselli et Hildago se déplacent rapidement et successivement. Le quartier général de Baratieri réussit à peine à s'échapper de la colline, et trois de ses huit membres d'état-major furent tués. Le changement de front a été exécuté avec succès ; cependant, les Italiens se sont retrouvés dans une position défensive forte.

### Conclusion
La bataille semble être un match nul. La petite force italienne avait surpris les Tigréens, mais leur attaque avait été repoussée. Les Italiens, quant à eux, ont survécu à la contre-attaque et se trouvent désormais en position défensive forte. Après deux jours d'attaques exploratoires, les Tigréens se retirent à l'ouest vers Senafé, avec Baratieri à leur poursuite. Les forces italiennes ont rattrapé les Tigréens en fin d'après-midi alors qu'ils campaient. La tente de Mengesha est identifiée et l'artillerie montée. Baratieri ouvre le feu, mais la brume et l'obscurité de la nuit enveloppent rapidement le champ de bataille. Mengesha et ses forces ont pu s'échapper, abandonnant tout. Le 18, Baratieri retourne vers le nord, laissant des garnisons à Senafé et Siganeiti, et ordonnant l'occupation des positions fortes d'Adis Adi et Adi Caje, tandis que les Tigréens se retirent vers l'ouest pour se regrouper.
La bataille avait coûté 3 officiers morts, 2 troupes italiennes mortes, 90 indigènes morts et 227 blessés, ainsi qu'un demi-million de lires de dépenses,. L'ennemi comptait environ 1 500 morts et au moins 3 000 blessés.
La bataille détruit les forces de Mengesha, qui n'est plus en mesure de reconstituer son armée ; en avril 1895, les troupes de Baratieri achèvent l'occupation du Tigré, mais cette action aura des répercussions sur la suite des événements. L'occupation de la région a en fait incité Ménélik à faire la guerre aux Italiens, donnant ainsi naissance à la guerre d'Abyssinie.

## Décorations
Le commandant Galliano a reçu la médaille d'argent de la valeur militaire . Il a également été fait Chevalier de l'Ordre des Saints-Maurice-et-Lazare, un ordre royal du mérite de la Maison de Savoie.
Baratieri a été promu au rang de lieutenant général (Tenente Generale) pour mérites de guerre : le roi a voulu partager personnellement sa promotion par le télégramme suivant : J'ai le plaisir de vous annoncer votre nomination en tant que Lieutenant Général. Cette promotion exceptionnelle vous honore, vous et les troupes que vous commandez, car par elle j'ai voulu vous témoigner ma gratitude et celle de la Nation pour la gloire apportée à la Patrie et à l'Armée italienne par les récentes victoires en Afrique. Je la félicite, elle qui a accompli avec tant de sagesse et de vaillance l'œuvre de civilisation qui lui a été confiée, et je lui confirme mon affection cordiale.

## Sources
- (en) Cet article est partiellement ou en totalité issu de l’article de Wikipédia en anglais intitulé « Battaglia di Coatit » (voir la liste des auteurs).
- 1019(en) Raphaël, « Adoua, 1896 », Champs de Bataille, no 24,‎ octobre-novembre 2008.
- Howard Withehouse, Battle in Africa, Fieldbooks, Mansfield 1987.
- 1019(en) Guy, « L'Italie et l'Éthiopie », Vae Victis les thématiques, no 4,‎ hiver 2008.